# Innerspeaker
Innerspeaker je debutové dlouhohrající album australské psychedelicko rockové skupiny Tame Impala, které vyšlo pod známkou Modular Recordings 21. května 2010. Většiny nahrávání se ujal Kevin Parker, frontman skupiny.

## Pozadí
Předchozím albem skupiny bylo eponymní EP vydané v roce 2008. Vydání jejich prvního dlouhohrajícího alba předcházela 4 krátká videa, obsahující úryvky nových písní, která kapela vyvěsila na svůj YouTube kanál. Součástí alba jsou dvě znovu nahrané písně, „Desire Be, Desire Go“ (která vyšla již na předcházejícím EP) a „The Bold Arrow of Time“ (dosud nevydaná píseň).
Minulé album skupiny Tame Impala bylo celé výtvorem Kevina Parkera. Innerspeaker je první počin, kdy Parker „nahrál něco pro účel vydání. V minulosti prostě jen nahrál song, za dva týdny další a nakonec je umístil na CD.“ Když je Tame Impala na turné jako kapela, má Parker svůj vlastní hudební projekt, kdy skládá a píše vlastní písně. K tomuto tématu se Parker vyjádřil během interview: „Tame Impala je pouze útržek z jednoho velkého počinu, na kterém se s přáteli podílím. Nevidím nic špatného na tom, že vše nahrávám sám, protože prostě neočekávám stejný přísun materiálu od skupin mých přátel... pro nás je Tame Impala pouze projekt Kevina Parkera, každý má svůj vlastní projekt“ a „Tame Impala byl vždycky sólový projekt. Vše má dvě stránky: jedna je doba, kdy probíhá nahrávání, což je velice promyšlené a poskládané dohromady a ta druhá stránka je ta doba, kdy vezmeme písně, které byly nahrané a přizpůsobíme je živému koncertu.“ Parker nahrává vlastní hudbu již velmi dlouho,: „Vždycky jsem nahrával hudbu. Když mi bylo 12 let, byl jsem zvyklý si připravit dva nahrávací přístroje a začít sám sebe nahrávat. Nejprve jsem nahrával bubny, poté jsem pustil onu pásku a nahrával jsem další, zatímco jsem hrál na klávesy; pak jsem to samé udělal s basovou kytarou. Prostě jsem pořád přidával další a další instrumenty. Tohle jsem dělal dostatečně dlouho na to, aby to přesvědčilo mého otce, který mi pak koupil 8-track a já mohl pokračovat v mém snažení mnohem pohodlněji. Vlastní hudbu jsem pak nahrával i když jsem byl součástí nějaké kapely.“ Parkerův otec byl pro Kevina velkým vzorem.

## Nahrávání
Skoro celé album bylo nahráno ve Wave House ve městě Yallingup v Západní Austrálii. Wave House je chatrč čtyři hodiny jižně od Perthu s výhledem na Indický oceán, bez přístupu na internet, bez telefonu a televize. Přesto bylo oznámeno, že Tame Impala nahrávala album v honosném sídle. Parker informoval, že: „Wave House pro nás opravdu není honosným sídlem, je to spíš větší dřevěný dům; střecha protéká a dodávka elektřiny je tak špatná, že docházelo k neustálým výpadkům, díky kterým jsem ztrácel již nahraný materiál. Ztratil jsem celý den nahrávání bicích pro všechny skladby. Někdy odešla elektřina jen po dobu sekundy, což ale mělo obrovské následky, vše jsem ztratil. Taky jsme museli mít na střeše plastovou plachtu, protože ta střecha strašlivě protékala. Na druhou stranu je to ta nejkrásnější scenérie, do které jsem se kdy probouzel.“ Celé nahrávání začalo v červnu roku 2009 a skončilo v srpnu stejného roku. Album se nahrávalo ve všech částech domu, některé skladby byly dokonce nahrávány na balkóně. Dodatečně se nahrávalo ve studiích Poon a v Parkerově domě. Většina alba byla nahrána a produkována samotným Parkerem, přičemž Jay Watson a Dominic Simper se podíleli pouze na nahrávání.

## Obal alba
Obal desky Innerspeaker vytvořil australský umělec Leif Podhajsky. Jde o obrázek národního parku Great Smoky Mountains National Park v Severní Karolíně, USA. Originální obrázek  byl digitálně vylepšen opakovaným použitím efektu, který způsobuje, že to vypadá jakoby obrázek pokračoval dovnitř, což způsobuje výrazný psychedelický dojem, který připomíná obal alba Ummagumma od kapely Pink Floyd.
Díky tomu byl tento obal v roce 2010 nominován na cenu ARIA v kategorii Nejlepší obal alba.

## Seznam skladeb
Všechny skladby napsal(i) Kevin Parker , kromě Interlude [po písni The Bold Arrow of Time], napsána Jayem Watsonem a Kevinem Parkererm. 
| Innerspeaker   | Innerspeaker                                          | Innerspeaker |
| Pořadí         | Název                                                 | Délka        |
| -------------- | ----------------------------------------------------- | ------------ |
| 1.             | It Is Not Meant to Be                                 | 5:22         |
| 2.             | Desire Be, Desire Go                                  | 4:26         |
| 3.             | Alter Ego                                             | 4:47         |
| 4.             | Lucidity                                              | 4:31         |
| 5.             | Why Won't You Make Up Your Mind?                      | 3:19         |
| 6.             | Solitude Is Bliss                                     | 3:55         |
| 7.             | Jeremy's Storm                                        | 5:28         |
| 8.             | Expectation                                           | 6:02         |
| 9.             | The Bold Arrow of Time                                | 4:24         |
| 10.            | Runway, Houses, City, Clouds                          | 7:15         |
| 11.            | I Don't Really Mind                                   | 3:46         |
| 12.            | Island Walking (iTunes bonusová skladba)              | 3:05         |
| 13.            | 30 Mins with Mathew Saville (Skrytá bonusová skladba) | 27:19        |
| Celková délka: | Celková délka:                                        | 53:15        |

| Extraspeaker   | Extraspeaker                                         | Extraspeaker |
| Pořadí         | Název                                                | Délka        |
| -------------- | ---------------------------------------------------- | ------------ |
| 1.             | Sundown Syndrome                                     | 5:50         |
| 2.             | Remember Me                                          | 4:22         |
| 3.             | Half Full Glass of Wine                              | 4:27         |
| 4.             | Wander                                               | 5:14         |
| 5.             | Why Won't You Make Up Your Mind? (Erol Alkan Rework) | 8:14         |
| 6.             | Lucidity (Pilooski Remix)                            | 5:30         |
| 7.             | Solitude Is Bliss (Mickey Moonlight T.A.M Remix)     | 3:59         |
| 8.             | 41 Mojitos (Canyons Poolside Dub)                    | 6:20         |
| 9.             | Canyons Sunrise Reprise                              | 7:45         |
| Celková délka: | Celková délka:                                       | 56:20        |

## Hitparády a certifikace
| Rok  | Hitparáda            | Pozice |
| ---- | -------------------- | ------ |
| 2010 | ARIA Albums Chart    | 4      |
| 2010 | Belgian Albums Chart | 73     |
| 2010 | Dutch Albums Chart   | 83     |

| Rok  | Země      | Certifikace |
| ---- | --------- | ----------- |
| 2011 | Austrálie | Gold        |

## Ocenění a nominace
Rolling Stone Awards
| Rok  | Nominovaná práce | Kategorie  | Výsledek |
| ---- | ---------------- | ---------- | -------- |
| 2011 | Innerspeaker     | Album roku | Výhra    |

J Awards
| Rok  | Nominovaná práce | Kategorie             | Výsledek |
| ---- | ---------------- | --------------------- | -------- |
| 2010 | Innerspeaker     | Australské album roku | Výhra    |

ARIA Awards
| Rok  | Nominovaná práce | Kategorie              | Výsledek |
| ---- | ---------------- | ---------------------- | -------- |
| 2010 | Innerspeaker     | Album roku             | Nominace |
| 2010 | Innerspeaker     | Nejlepší rockové album | Nominace |
| 2010 | Innerspeaker     | Nejlepší obal desky    | Nominace |

WAMI Awards
| Rok  | Nominovaná práce | Kategorie             | Výsledek |
| ---- | ---------------- | --------------------- | -------- |
| 2011 | Innerspeaker     | Nejpopulárnější album | Nominace |

## Obsazení
- Kevin Parker – zpěv a instrumenty na všech skladbách, kromě:
- Dom Simper – basová kytara ke skladbě „The Bold Arrow of Time“; dodatečná kytara na „Runway, Houses, City, Clouds“; dodatečné zvukové efekty ke skladbě „Jeremy's Storm“
- Jay Watson – bubny k písni „Solitude is Bliss“ a „The Bold Arrow of Time“; kytara v mezihře po skladbě „The Bold Arrow of Time“
- Tansie Bennetts – potlesk na skladbě „Lucidity“

## Produkce
- Kevin Parker – producent
- Tim Holmes – inženýr
- Dave Fridmann – mix
- Dave Calbi – mastering
- Leif Podhajsky – obal alba